# Сіромашенко Сергій Сергійович
Сергій Сергійович Сіромашенко (9 червня 1928, село, тепер Дніпропетровської області — ?) — український радянський діяч, шахтар, бригадир вибійників шахти № 22 рудоуправління імені 40-річчя Жовтня міста Марганця Дніпропетровської області. Депутат Верховної Ради УРСР 5—6-го скликань.

## Біографія
Народився у селянській родині. З 1943 року працював на відбудові міста Марганця Дніпропетровської області. У 1947 році закінчив Марганцевську школу фабрично-заводського навчання № 29.
У 1947—1954 роках — бурильник, відкатник, вагонник шахти № 12 рудоуправління імені Ворошилова тресту «Нікополь-Марганець» міста Марганця Дніпропетровської області.
З 1954 року — бригадир вибійників шахт № 14—16, № 11, № 22 рудоуправління імені Ворошилова (40-річчя Жовтня) міста Марганця Дніпропетровської області.
Потім — на пенсії у місті Марганці Дніпропетровської області.

## Нагороди
- орден «Знак Пошани» (19.07.1958)
- медаль «За трудову відзнаку» (1954)
- медалі